# Bobby Johnstone
Bobby Johnstone (* 7. September 1929 in Selkirk, Scottish Borders; † 22. August 2001 ebenda) war ein schottischer Fußballspieler auf der Position eines Stürmers.

## Leben
Johnstone bildete in den frühen 1950er Jahren zusammen mit Gordon Smith, Lawrie Reilly, Eddie Turnbull und Willie Ormond die berühmte Sturmreihe der Hibs, die als Famous Five überregional bekannt wurde und für den Verein in den Spielzeiten 1950/51 und 1951/52 die beiden bisher letzten Meistertitel gewinnen konnte.
Seine erste Berufung in die schottische Nationalmannschaft erhielt Johnstone für die am 14. April 1951 im Rahmen der British Home Championship im Londoner Wembley-Stadion ausgetragene Begegnung gegen die englische Nationalmannschaft. Dabei erzielte Johnstone das erste Tor zum späteren 3:2-Sieg seiner Mannschaft. Johnstone gehörte auch zum schottischen WM-Aufgebot 1954, kam dort aber wegen einer Verletzung nicht zum Einsatz.
1955 wechselte er zu Manchester City, erreichte mit den Citizens zweimal in Folge das FA-Cup-Finale und war der erste Spieler überhaupt, dem es in diesem Wettbewerb gelang, in zwei aufeinander folgenden Endspielen jeweils einen Treffer zu erzielen. Das erste Finale am 7. Mai 1955 verloren die Citizens mit 1:3 gegen Newcastle United, das zweite Finale am 5. Mai 1956 gewannen sie mit demselben Ergebnis gegen Birmingham City.

## Erfolge
- Schottischer Meister: 1950/51 und 1951/52
- FA-Cup-Sieger: 1955/56